# Фидонет
```
           _
          /  \
         /|oo \
        (_|  /_)
         _`@/_ \    _
        |     | \   \\
        | (*) |  \   ))
        |__U__| /  \//
         _//|| _\   /
        (_/(_|(____/

```

```
                   __
                  /  \
                 /|oo \
                (_|  /_)
                 _`@/_ \    _
                |     | \   \\
                | (*) |  \   )) 
   ______       |__U__| /  \//
  / FIDO \       _//|| _\   /
 (________)     (_/(_|(____/

```

Фидоне́т (от англ. FidoNet, /ˈfaɪdəʊnɛt/; краткое название — Фидо́) — международная любительская некоммерческая компьютерная сеть, построенная по технологии «из точки в точку». Первое программное обеспечение для FidoNet разрабатывалось под MS-DOS, однако в скором времени было портировано под все распространённые операционные системы, включая OS/2, Microsoft Windows, UNIX, FreeBSD, GNU/Linux, Mac OS и Android. Жаргонное название пользователей сети Фидонет — фидо́шники.
Сеть Фидонет была популярна в 1990-е годы, после чего, в связи с массовым распространением Интернета, началось сокращение числа узлов сети. Сеть продолжает функционировать, по нодлисту на 14 декабря 2018 года в ней состояло 1560 узлов.
Главной особенностью FidoNet, определившей широкое проникновение этой сети, являлась бесплатность подключения и использования ресурсов сети. Участникам был необходим лишь компьютер с модемом и телефонная линия (плата за стационарный телефон обычно была фиксированной). Позднее для пересылки Фидо-данных всё чаще стали использоваться каналы Интернета.

## История

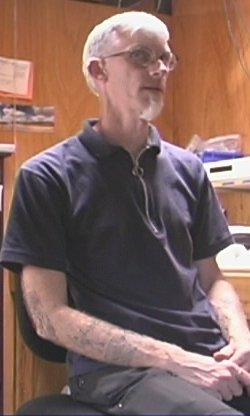
Том Дженнингс

Сеть была создана в 1984 году американским программистом Томом Дженнингсом (англ. Tom Jennings) для передачи сообщений с его BBS на BBS его друга Джона Мэдила (англ. John Madil). Передача осуществлялась в ночные часы, когда стоимость телефонных звонков была ниже. Для обмена почтой с другим узлом сети был выделен один час (в течение которого доступ сторонних пользователей на BBS был закрыт), который позже получил название «национального почтового часа». Требование организации выделенного часа для обмена сообщениями сохраняется до настоящего[какого?] времени (за исключением узлов, связанных с сетью не через POTS).
Вскоре число узлов сети стало возрастать и достигло 200 в начале 1985 года. Список узлов (нодлист, англ. nodelist) распространялся в виде отдельного файла и первоначально обновлялся самим Дженнингсом, а позже — членами группы пользователей DEC из Сент-Луиса Кеном Капланом (англ. Ken Kaplan) и Беном Бейкером (англ. Ben Baker). Они же стали выпускать первый «новостной листок» сети Fidonet.
Первоначально каждый узел связывался с другим узлом напрямую. С ростом числа пользователей сети существенно возросло число телефонных звонков, в том числе междугородных. В результате было решено сменить структуру сети с линейной на древовидную, сгруппировав пользователей по сегментам по географическому признаку. В результате адресация стала двухзвенной: вместо простого номера узла стала использоваться нотация сеть/узел.
В конце 1986 года аналогичная проблема возникла на уровне континентов. Кроме того, появилась мысль организовать для пользователей BBS возможность получать почту с использованием форматов данных и протоколов Fidonet. На собрании Комитета по техническим стандартам Fidonet в октябре 1986 года была введена четырёхуровневая иерархия списка узлов. Верхним уровнем была зона (континент), далее шли сеть, узел и точка (поинт, англ. point) сети. Схема адресации зона: сеть/узел.поинт продолжает использоваться и в настоящее[какое?] время.

Динамика числа узлов в Фидонете

Динамику числа узлов в сети можно представить следующей таблицей, указано общее число узлов в сети на начало года, включая технические адреса:
| Год         | 1984  | 1985  | 1986  | 1987  | 1988  | 1989  | 1990  | 1991  | 1992  | 1993  |
| Число узлов | 12    | 351   | 1208  | 2465  | 2966  | 5862  | 6916  | 10770 | 14702 | 21162 |
|             |       |       |       |       |       |       |       |       |       |       |
| Год         | 1994  | 1995  | 1996  | 1997  | 1998  | 1999  | 2000  | 2001  | 2002  | 2003  |
| Число узлов | 28606 | 36368 | 39676 | 33582 | 27131 | 21663 | 18676 | 15638 | 13705 | 11925 |
|             |       |       |       |       |       |       |       |       |       |       |
| Год         | 2004  | 2005  | 2006  | 2007  | 2008  | 2009  | 2010  | 2011  | 2012  | 2013  |
| Число узлов | 10654 | 9475  | 8346  | 7369  | 6710  | 6065  | 5117  | 4394  | 3676  | 3371  |
|             |       |       |       |       |       |       |       |       |       |       |
| Год         | 2014  | 2015  | 2016  | 2017  | 2018  | 2019  | 2020  | 2021  | 2022  | 2023  |
| Число узлов | 2830  | 2526  | 2462  | ~2000 | 1621  | 1563  | 1468  | 1452  | 1486  | 1359  |
|             |       |       |       |       |       |       |       |       |       |       |
| Год         | 2024  | 2025  | 2026  | 2027  | 2028  | 2029  | 2030  | 2031  | 2032  | 2033  |
| Число узлов | 1249  | 1209  |       |       |       |       |       |       |       |       |

Максимума своей распространённости Сеть Фидонет достигла в конце 1996 года, когда она насчитывала около 40 тысяч узлов. С тех пор популярность сети постепенно падает, и количество её узлов сократилось в несколько раз.
В феврале 1986 года Джеффом Рашем (англ. Jeff Rush) была разработана система сетевых конференций, получившая название «эхопочта» (эхомейл, англ. echomail). Первой международной эхоконференцией стала конференция MODULA-2, распространявшаяся в Европе, Австралии и Северной Америке.
В 1986 году также начали функционировать первые постоянные «гейты» между Fidonet и UUCP (то есть между Fidonet и Интернетом).

### Происхождение названия и символа
Символом-талисманом (англ. mascot) Фидонета является собака с дискетой в зубах, которую изобразил Том Дженнингс в качестве логотипа к своей программе Fido.
По легенде, Фидо — кличка собаки основателя сети, Тома Дженнингса. На самом деле никакой собаки у него не было; но Фидо (Файдо, англ. Fido) — действительно собачья кличка, распространённая в Америке.

### Fidonet в СССР и России
Первый узел сети Фидонет на территории СССР появился в 1990 году в Новосибирске. Польский журналист Тадеуш Радиуш, работавший в редакции московского журнала «Компьютер», установил в редакции BBS и свой (польский) узел. Статья об этой BBS была тогда же опубликована в одном из номеров журнала.
После этой публикации, летом того же 1990 года, в Новосибирске Евгений Чуприянов и Владимир Лебедев создали первый действительно российский узел, и тоже с BBS Первоначально узел имел адрес 2:42/100, позже — 2:5000/10. Подключение в сеть осуществлялось через узлы, находившиеся в Чехословакии.. 21 сентября 1990 Челябинские фидошники созвонились с Евгением Чуприяновым и поддержали идею подачи заявки на формирование российского региона Fidonet — R50, благодаря тому, что в сентябре в РСФСР действовали узлы уже в двух городах (в каждом как минимум два узла). Были сформированы две сети: N5000 — Новосибирск и N5010 — Челябинск. Позже, в ноябре — декабре 1990 года были зарегистрированы сеть 5020 в Москве N5030 в Ленинграде. Первым региональным координатором региона Советский Союз (2:50) был Владимир Лебедев, на тот момент — студент мехмата НГУ.
Во время событий августа 1991 года сеть использовалась наряду с Релкомом для рассылки информационных сводок из Белого дома.
Число узлов сети в начале 1990-х годов быстро увеличивалось, поскольку подключение к сети не требовало значительных материальных затрат, а передача данных в пределах одного телефонного кода осуществлялась фактически бесплатно. Однако уже в конце 1990-х годов стало очевидно, что Фидонет не выдерживает конкуренции с другими компьютерными сетями и прежде всего с Интернетом. В январе 1997 года один из старейших фидошников Дмитрий Завалишин в интервью радиостанции «Ракурс» так охарактеризовал перспективы развития сети:

Я полагаю, что Фидо отпущено ещё несколько лет активной жизни, после этого его наверно уже не будет видно на горизонте. И причины тому чисто технологические, а совершенно не политические. Фидо очень давно разрабатывалось, разрабатывалось непрофессионально и неудачно, это все, кто занимается им серьёзно, знают хорошо, и это ограничивает его жизнь, его развитие.

В полной мере эти тенденции проявили себя в 2000-х годах, когда отток пользователей из Фидонет в блоги и социальные сети в Интернете приобрёл значительные масштабы.

### Реформирование Фидонет
С падением популярности сети стали появляться идеи реформирования Фидонет. К их числу относится концепция «гипертекстового векторного Фидонета», предложенная Сергеем Соколовым, системным оператором узла 2:5063/88 (известным также под псевдонимом Mithgol the Webmaster). Она получила известность в связи с заданным в ходе проводившейся 5 марта 2007 года онлайновой конференции Дмитрия Медведева (который тогда занимал должность Заместителя Председателя Правительства РФ) от имени Сергея Соколова вопросом, касающимся сети Фидонет.

Вопрос: «Здравствуйте, уважаемый Дмитрий Анатольевич! В последнее время я серьёзно озабочен проблемой образования детей в среде информационных технологий, по сему спрашиваю: возможна ли в будущем поддержка таких проектов, как, например, мой чуть более, чем наполовину готовый гипертекстовый векторный фидонет, который я невозбранно разрабатываю уже долгое время?»

Ответ: «Я вчера поковырялся: там всё-таки эти вот гиперссылки, которые в обычном Интернете присутствуют, в фидонете, в нормальном виде, привычном для обычных пользователей Интернета, отсутствуют, хотя с другой стороны, вот эти формы, которые там используются (эхоформы они, по-моему, называются), они интересны и они по самым разнообразным тематикам, так что, мне кажется, что задача создать гипертекстовый фидонет как минимум, актуальна, потому что я понял — именно гипертекста там и не хватает»
— Стенографический отчет об интернет-конференции Первого заместителя Председателя Правительства России Дмитрия Медведева.; Фрагмент интервью Медведева на YouTube
О поддержке данного направления разработок сказано ничего не было. Несмотря на неоднократные заявления Соколова о скором выходе соответствующего ПО, по состоянию на начало 2011 года только лишь с декабря 2009 года реализована частичная поддержка схемы адресации FGHI в двух редакторах сообщений и одной WebBBS. Другие заявленные возможности, такие как полная поддержка схемы адресации FGHI URL, цветовое, шрифтовое и графическое оформление сообщений, в указанном выше программном обеспечении отсутствуют.
В отличие от плана Сергея Соколова, энтузиастами были реализованы несколько проектов по облегчению доступа новых людей в сеть: Web-BBS, сайты, на которых можно оформить заявку для получения поинта, например, Fidoweb и wfido, комплекты программ (поинт-комплекты), требующие для настройки задать 5—6 параметров или ответить на несколько вопросов программы (FidoIP, Kubik, NewPointExpress и др.), а также программное обеспечение под Android: Aftershock и HotdogEd.

### Fidonews
С 1984 года выпускается электронный еженедельник Fidonews. Ему соответствует эхоконференция FIDONEWS. Еженедельник распространяется в формате, предназначенном для печати. Изначально текст был только в ASCII, но с приходом на пост редактора Björn Felten’а в нём появился символ «ö». Примерно в то же время объём выпусков стал снижаться, а в конференции FIDONEWS стали преобладать обсуждения на политические темы.
В 2009 году вышли первые выпуски «Фидоньюс по-русски» — самостоятельного сетевого издания, не имеющего отношения к международному Fidonews:

…Данное издание не имеет ничего общего с традиционным (англоязычным) Fidonews. Это относится не только к форме и содержанию, но и к периодичности выхода. Фидоньюс по-русски выходит по мере готовности. А зависит это от разных обстоятельств, но больше всего от наличия материала.

Так что, если кто-то хочет, чтобы Фидоньюс выходил чаще — шлите мне материалы любым удобным вам способом. Тематика: все, что имеет отношение к Фидонет (включая ваши мысли об этом нашем фидо). Приветствуется написание статей на фидошную тематику. Опять же, конкретная тема по желанию автора. Можно также стихи/прозу о фидо (пример я уже подал :). Hy а не пришлете материалов..;) что ж, фидоньюс все равно будет выходить, только реже.

## Административная структура
По своим правам и обязанностям все участники Фидонета делятся на три большие группы:
- Узлы или ноды (англ. nodes), которые являются полноправными членами сети и включены в список узлов. Устав Фидонета предусматривает обязанность узла соблюдать процедуры, предусмотренные для почтового обмена (в частности, принимать адресованные узлу сообщения в течение зонального почтового часа). Ноды отвечают за содержание всего трафика, попадающего в сеть с их адреса, независимо от того, какой из конкретных пользователей его разместил. Ноды имеют право осуществлять любую деятельность в рамках сети, которая не противоречит Уставу Фидонета и не раздражает других членов сети.
- Поинты (англ. points), которые используют программное обеспечение Фидонета, но не включаются в список узлов и не обязаны соблюдать процедуры почтового обмена. Для приёма и отправки сетевой почты и эхомейла они пользуются услугами узла (босс-ноды, англ. boss-node), который берёт на себя ответственность за все действия поинтов. В настоящий момент[когда?] в зоне 2 сохраняется около 50 000 поинтов.[уточнить]
- Пользователи (англ. users), не имеющие прямого отношения к Фидо-сервисам, предоставляемым одним из узлов. Пользователям может предоставляться доступ к отдельным транспортам Фидонета путём трансляции (гейтования) сообщений из внешней сети в Фидонет и обратно. За все проявления активности пользователей в Фидонете несёт ответственность предоставивший доступ узел. Изначально положения, касающиеся пользователей, распространялись на лиц, использовавших терминальный доступ к BBS, действующей на Фидонет-узле. Позже они стали применяться также к пользователям гейтов Интернет ↔ Фидонет.

### Список узлов
Устав Фидонета требует, чтобы каждый узел сети поддерживал в актуальном состоянии список всех узлов сети (нодлист, англ. nodelist). Формат списка узлов описывается стандартом Фидонета FTS-5000. Список узлов еженедельно обновляется (как правило, с помощью файловых эхоконференций).
Информация об узле, указанная в списке, включает в себя статус узла (для обозначения временно неработающих узлов), его номер и наименование, географическое местонахождение, имя и фамилию оператора узла, номер телефона (для узлов, доступных посредством интернет-протоколов — доменное имя, IP- или E-mail-адрес) и флаги, указывающие на возможности программного и аппаратного обеспечения узла.

### Координирование
Основное средство поддержания порядка в Фидо — это его иерархическая структура, описанная в пунктах 1.2.3—1.2.8 Устава Фидонета. Организационным объединением нижнего уровня является сеть; сети объединяются в регионы; регионы — в зоны. Каждое объединение возглавляет координатор.
Основные обязанности координаторов:
- Составление местного списка узлов (нодсегмента), отсылка нодсегмента вышестоящему координатору.
- Организация местной структуры нетмейло-, эхо- и фэхораздачи.
- Урегулирование конфликтов между сисопами местных узлов.

Координаторы сетей и регионов (NC и RC — англ. Network Coordinator, Regional Coordinator) назначаются вышестоящим координатором (хотя на практике обычно предварительно проводится голосование, на котором системные операторы узлов выбирают приемлемую для них кандидатуру). Координаторы зон (ZC, англ. Zone Coordinator) избираются координаторами регионов. Координаторы зон являются членами Совета координаторов зон, решающего вопросы, касающиеся сети в целом. Председателем Совета является международный координатор (IC, англ. International Coordinator). Международный координатор является гарантом законности проведения выборов и референдумов в сети, оглашает решения Совета, а также выполняет функции по составлению общемирового списка узлов.
Координаторы могут делегировать часть своих полномочий другим узлам. Обычно делегируются полномочия по организации доставки эхоконференций (сетевому или региональному эхокоординатору — NEC или REC) и файлового трафика (сетевому или региональному файлэхокоординатору — NFEC или RFEC).

#### Сеть
В сеть (англ. network) объединяются узлы, находящиеся в одной локальной географической области (городе или регионе), обычно в пределах одного кода междугородной телефонной сети.
Не существует единого подхода к нумерации сетей, общепринятого во всём Фидонете. В зоне 2 (Европа) номер сети часто включает в себя номер региона (например, номер сети 5020 (Москва) включает в себя номер региона 50 — Россия). В небольших регионах для номера сети используется одна значащая цифра, в более крупных — две. В последнее время в связи с нехваткой номеров для сетей эта схема нарушается: так, в регионе 50 существует несколько сетей, номер которых начинается на 60: например, сеть 6035 (Железногорск).
В зоне 1 используется другой подход: в качестве точки отсчёта для нумерации сетей в регионе принимается значение номер региона × 20, а в больших регионах номер региона × 200.

#### Регион
В регион (англ. region) объединяются сети, как правило, находящиеся в пределах большой географической области. Например, в регион 17 первой зоны объединены сети, находящиеся на северо-востоке тихоокеанского побережья США, на Аляске и северной Канаде, а в регион 46 второй зоны — на Украине и в Молдавии.
В состав региона могут входить также независимые узлы, которые не включены ни в одну сеть вследствие отсутствия других узлов в данной местности или конфликта с членами существующей сети.

#### Зона
В зону (англ. zone) объединяются несколько регионов, как правило, находящихся на одном континенте. В настоящее время существуют пять зон:
1. Северная Америка;
2. Европа, страны бывшего СССР и Ближнего Востока;
3. Австралия и Новая Зеландия;
4. Латинская Америка;

До мая 2007 года существовала также шестая зона (Азия). В связи с упадком популярности Фидо и распадом местной системы координирования она была расформирована, оставшиеся узлы были перенесены в третью зону
В 1992 году часть российских сисопов выступила с идеей о выделении России, а также всего постсоветского пространства, в новую седьмую зону, однако это не было проделано в силу разногласий.
В конце 2005 — начале 2006 года в российском регионе Фидонета (2:50) проводился референдум по вопросам выделения в седьмую зону. Результаты референдума получены 29 января 2006 года. В итоге не было выработано никакого решения.

#### Международный координатор
Международный координатор выбирается Советом координаторов зон. Процедура выборов всегда вызывала большие разногласия, вследствие чего этот пост часто оказывался вакантным. В 2000 году международным координатором был избран Z2C (координатор зоны 2) Вард Досше (нидерл. Ward Dossche). В 2004 году совет координаторов зон заявил о смещении его с поста и о избрании международным координатором Z3C Малькольма Майлса (англ. Malcolm Miles). Досше не согласился с этим решением, указав, что голоса при выборах должны распределяться не по схеме «один координатор — один голос», а в зависимости от числа узлов в соответствующей зоне. При такой схеме ему, как координатору самой большой, второй зоны, должно было принадлежать 89 голосов, а всем остальным координаторам в сумме — 11 голосов. Следствием этого стало параллельное существование двух международных координаторов: избранного советом координаторов Малькольма Майлса и Варда Досше, который отказался уходить с поста.

### Другие FTN-сети
На базе программного обеспечения Фидонета также появились и другие сети, получившие общее название FTN (англ. Fidonet technology network). Для таких сетей понятия «зона» и «сеть» могут иметь другое значение. В качестве номера сети может выступать любое придуманное число (поддерживаемое программным обеспечением), то же касается и номера зоны. Номера зон 1—6 в большинстве сетей не используются, так как это может затруднять применение того же установленного комплекта ПО одновременно и для Фидонета. В народе такие сети ещё называют «левонеты».
В 90-е годы некоторые банки использовали FTN‐мейлеры для связи с филиалами и создания систем «Клиент-банк». Некоторые предприятия и по сей день используют FTN-сети в качестве транспорта для обмена информацией, если организация иного транспортного канала невозможна или нецелесообразна по тем или иным причинам.

## Техническая организация сети
Фидонет является офлайновой сетью, то есть сообщения и файлы хранятся на компьютере пользователя, и обрабатываются и подготавливаются к отправке в то время, когда пользователь может быть отключен от сети (то есть для работы с сетью не требуется постоянное подключение к ней). Изначально для передачи данных в сети Фидонет использовалось прямое модемное подключение через телефонную линию, что отражено в Уставе и структуре сети.
Первоначально основным протоколом сети Фидонет являлся протокол передачи «сетевой почты» (нетмейла, англ. Netmail): индивидуальных электронных текстовых сообщений, содержащих имя отправителя и получателя, а также Фидонет-адреса каждого из них. В сети обеспечивается роутинг сообщений, так что отправителю и получателю сообщения не обязательно устанавливать между собой прямую («директную», англ. direct) связь. Тем не менее, возможность такой связи, при которой почта минует маршрут по умолчанию и административную иерархию, сохраняется и изредка используется, поскольку в таком случае обеспечивается гарантированная доставка почты получателю и сохраняется тайна переписки (поскольку обычно системные операторы транзитных узлов оставляли за собой право просматривать проходящую через них личную переписку на предмет содержимого, нарушающего Устав Фидонета).
Нетмейл позволял «присоединять» к каждому передаваемому сообщению от одного до четырёх файлов (количество файлов ограничено размером поля «тема», составляющим 70 символов). Это позволило создать серию работающих поверх нетмейла протоколов, передающих информацию от одного узла к другому в прикрепленных файлах.
Наиболее часто используемым из таких протоколов является эхопочта («эхомейл», англ. echomail), представляющая собой публичные конференции («эхоконференции»), похожие на группы Usenet. Первоначально эхомейл предназначался для сбора сообщений с публичных форумов местных BBS и передачи их в сжатом виде (для экономии времени; обычно использовались форматы ARC — отсюда «аркмейл» (англ. arcmail) или ZIP). Позже эхоконференции приобрели самостоятельное значение, став наиболее популярным протоколом обмена информацией в Фидо.
Кроме того, существуют также протоколы обмена бинарными файлами (файлэхоконференции — «файлэхи», англ. fileecho), однако в настоящее время эти протоколы применяются достаточно мало (вследствие распространения быстрых и дешёвых интернет-каналов и P2P-сетей).

### Адресация
Стандартная схема адресации в сети Фидонет описывается в справочном документе FTSC FRL-1028 «FTN Address Format». Формат записи предусматривает несколько форм записи адреса:
- полную, также называемую 5D-адресом (англ. 5D address) c пятью компонентами сетевого адреса — зона, сеть, узел, пойнт (может быть опущен в случае узла) и домен;
- различные формы сокращённой записи:
  - 4D-адрес — зона, сеть, узел, пойнт;
  - 3D-адрес — зона, сеть, узел;
  - 2D-адрес — сеть, узел.

5D-адреса записывается в следующей форме: Zone:Net/Node.Point@Domain, где:
- Zone — номер зоны (от 1 до 32767).
- Net — номер сети (от 1 до 32767).
- Node — номер узла (от −1 до 32767).
- Point — номер пойнта (от 1 до 32767).
- Domain — символьное имя FTN-сети (до 8 знаков). В случае Фидо — «fidonet».

Из этих полей обязательными являются только Net и Node, возможны следующие сокращённые формы записи адреса:
- Zone:Net/Node@domain — 5D-адрес узла в сокращённой записи (номер пойнта «0» опущен);
- Zone:Net/Node.Point — 4D-адрес;
- Zone:Net/Node — 3D-адрес узла, опущено поле номера пойнта «.0»;
- Net/Node — 2D-адрес узла в той же зоне, опущено поле Zone, для которого по умолчанию принимается значение зоны узла-отправителя.

Специальным случаем является значение номера узла «-1», такой адрес используется для отправки запроса на получение сетевого адреса. Символьное имя сети используется достаточно редко ввиду маловероятности конфликтов адресации между парами зона‐узел у участников FTN-сетей, а также наличия популярного ПО, не учитывающего домен при сравнении адресов.

### Маршрутизация
По концепции Фидонета и по Полиси отправить письмо можно двумя способами: либо директом (то есть непосредственно получателю), либо сетевому координатору получателя (так называемый «хострутинг»). Сетевой координатор обязан организовать дальнейшую доставку полученной им почты членам своей сети (обычно либо непосредственно, либо, в больших сетях, через хабы).
Такая схема неудобна в сети с большим числом узлов и для передачи информации зачастую требует междугородних и международных телефонных вызовов. Ввиду этого обычной практикой стало заключение неформальных договоренностей между системными операторами о том, что один или несколько узлов сети принимают на себя функции по маршрутизации сетевых сообщений. Кроме того, на уровне зоны выделялись узлы, бравшие на себя функцию передачи почты в другие зоны (межзонные гейты — англ. zone gate). Часто системные операторы этих узлов также являлись одновременно координаторами или крупными хабами, но это не являлось обязательным требованием.
Выполнение функций такими узлами зачастую требовало значительных материальных затрат, поэтому в таких случаях могло вводиться разделение расходов между всеми узлами сети (англ. costsharing). Использовались и другие возможности: так, с ноября 1991 года передача сообщений между Европой и Северной Америкой, а с 1992 года — и между другими регионами (Тайвань, ЮАР, Чили и другие) стала осуществлялась с использованием каналов интернета (IP). В России подобные функции нередко выполняли узлы, чьи системные операторы использовали служебное положение для осуществления междугородних звонков без оплаты, в том числе через ведомственные сети (Искра-2, железнодорожная сеть). Такие узлы получили название «лонглинки» (от англ. long link).
Фактически схема маршрутизации была иерархична, а количество горизонтальных связей было мало. Это позволяло обходиться без специальных технических средств, позволяющих организовать маршрутизацию сообщений. Однако с ростом количества узлов, а также с распространением IP количество лонглинков сильно увеличилось, что сделало традиционную схему рутинга неэффективной (по крайней мере, в российском сегменте сети). Кроме того, для повышения надёжности сети необходима была децентрализация рутинга с образованием так называемого «бекбона» (англ. backbone) сети. Для оптимизации схемы маршрутизации у узлов с большим количеством связей с другими узлами было предложено два решения:
- Протокол FRIP (расшифровывается как Fidonet routing information protocol) и одноимённая утилита, созданная Дмитрием Завалишиным, работающая по принципу «объявления» — каждый узел рассылает связанным с ним узлам объявления о том, что он готов принимать почту для некоего списка узлов (как правило, для самого себя и своих даунлинков). Получатели объявления продолжают рассылать его всем связанным узлам. Рассылка не происходит, если получатель объявления уже «знает» более короткий путь к целевому узлу. В результате должна быть автоматически построена карта рутинга, обеспечивающая доставку сообщений по наиболее короткому пути.[34] В настоящее время[какое?] этот протокол не используется.[источник не указан 664 дня]
- Программа Hubroute generator (также известная как «сафрутер» — по имени создателя, Юрия Сафронова; в пакете Husky она называется Fidoroute). Эта программа строит рутинг на основе общих для региона списка жестко заданных путей рутинга и списка «доверенных» узлов, принимающих почту для определённой сети (в российском Фидо — R50.ROU и R50.TRU соответственно) с учётом данных об узлах, на которые данный узел может напрямую отправлять сообщения. Общерегиональные списки путей рутинга и доверенных узлов составляются региональным координатором на основании данных, которые ему присылают сетевые координаторы.[35]

Данные решения предназначены для использования крупными узлами с большим числом межсетевых связей. Большинство узлов продолжает использовать традиционную схему рутинга.

### Технические стандарты
Практически все основные протоколы и форматы, используемые в Фидонете, стандартизированы и записаны в FTS (англ. FidoNet Technical Standards — технические стандарты Фидонета). Их сбором и стандартизацией занимается FTSC (англ. FidoNet Technical Standards Committee — Комитет по техническим стандартам Фидонета).
Исторически основным техническим стандартом Фидонета являлся FTS-0001, устанавливающий базовые требования, которым должны были соответствовать все системы. Стандарт описывает требования к реализации всех уровней протоколов обмена в соответствии с сетевой моделью OSI, за исключением физического уровня. На канальном уровне для передачи данных использовался протокол XMODEM. FTSC также были приняты следующие основные стандарты и документы:
- FTS-0004: The Conference Mail System (EchoMail Specification) — описывает принципы построения системы эхоконференций.[38]
- FTS-5000: The Distribution Nodelist — определяет формат списка узлов сети.[22]
- FTS-1024: Raw ifcico mail transfer protocol — описывает протокол ifcico, предназначенный для передачи данных через надёжные соединения (такие, как TCP/IP-каналы).[39]
- FTS-1026: Binkp/1.0 Protocol specification — содержит описание протокола binkp, применяемого для передачи данных с использованием TCP/IP.[40]

Документы, не получившие официальный статус FTS, образуют Справочную библиотеку Фидонета (англ. Fidonet Reference Library). Часто используемые протоколы, описанные в FRL:
- FSC-0056: EMSI/IEMSI protocol definition — протокол установления соединения (хендшейка) EMSI.[41]
- FSC-0072: The HYDRA file transfer protocol — протокол модемной передачи данных Hydra.[42]

FTSC также ведёт реестр программных продуктов, участвующих в обмене информацией в Фидонете (мейлеров и эхопроцессоров), с присвоением им «кода продукта» (англ. Product Code) — список FTSCPROD, который публикуется в виде текстового файла FTSCPROD.nnn, где nnn - номер версии списка..

## Программное обеспечение Фидонета
Для функционирования узлов сети используется комплекс специфического программного обеспечения. Набор программного обеспечения практически не отличается для конечных пользователей и для крупных раздающих узлов. С одной стороны, это создаёт некоторый барьер для новых членов: для вступления в Фидонет нужно обладать определённой технической грамотностью, чтобы установить и настроить фидошное программное обеспечение. С другой стороны, отсутствие необходимости специфического оборудования, платформ, сложного и дорогого программного обеспечения для организации раздающего узла делает сеть Фидо гибкой и устойчивой: в случае падения хаба (крупного раздающего узла) его технические функции вполне может взять на себя любой другой узел, согласный на это.
В настоящее время[какое?] появилось множество самонастраивающихся пакетов программного обеспечения, призванных облегчить установку и настройку комплекса программ для новых пользователей.

### Режим работы
Обычный для Фидо режим работы ПО — пакетный. Получив почту, программное обеспечение (тоссер) заносит («тоссит») полученные сообщения в почтовую базу системного оператора узла, формирует исходящие пакеты для аплинка узла (как правило это хаб, распространяющий почту по нескольким узлам) и для даунлинков (поинтов и узлов, получающих («тянущих») почту с данного узла), подписанных на соответствующие эхоконференции. Новые сообщения формируются в виде пакетов («бандлов» — архивов, содержащих наборы сообщений).
Подготовленные в режиме офлайн пакеты (подготовка может занимать на крупных станциях до нескольких часов) передаются мейлером в момент следующего сеанса связи («сессии»). Промежуток между сеансами связи может достигать от полутора минут до нескольких дней.

### Мейлер
Мейлер (англ. mailer) — программа, обеспечивающая установку сеанса связи с другим узлом и обмен почтовыми пакетами и файлами. В настоящее время существует огромное количество различных мейлеров, работающих с модемом, по IP, или позволяющих проводить сеансы как по модему, так и поверх IP-протокола. Ряд мейлеров поддерживают совместную работу с BBS-программами, запуская их при обнаружении пользователя‐человека, а не другого мейлера.
Существует два основных алгоритма работы мейлеров: ArcMail Attach (AMA) и Binkley-Style Outbound (BSO). В случае AMA мейлер сканирует каталог с netmail (*.msg), формирует пакеты в соответствии с правилами роутинга и отправляет их при связи с другой системой. Среди сообщений могут быть файловые аттачи — служебные сообщения, говорящие мейлеру о том, что нужно отправить определённый файл, в частности, эхобандл. В этом случае маршрутизацией почты и формированием пакетов с netmail занимается мейлер. В случае BSO, напротив, тоссер или трекер принимает решение о роутинге, формирует пакеты не только echomail, но и netmail, и создаёт для каждого узла специальный файл, в котором перечислено, какие файлы необходимо на этот узел отправить.
При связи между двумя мейлерами они обмениваются информацией о себе. Узлы могут установить пароль на связь друг с другом, чтобы быть уверенными, что почта пришла и будет передана именно тому узлу, которому она предназначена, а не злоумышленнику, подставившему чужой адрес. Это не отвергает возможности передачи почты без пароля, непосредственно получателю без предварительной договорённости об этом. В ранних стандартах (FTS-1) адреса узлов и пароль брался из заголовка передаваемого pkt. Впоследствии были разработаны и получили широкое распространение другие стандарты, в первую очередь EMSI, сделавшие возможным предъявление одним узлом нескольких адресов (aka) и сообщение дополнительной информации о себе (имя сисопа, название станции и т. д.), а также реализовавшими защиту от сбоев во время приветствия (проверяется crc16).
Наиболее популярным IP-мейлером является кроссплатформенный binkd (свободное ПО).

### Тоссер
Эхопроцессор или Тоссер (англ. Tosser) — программа, осуществляющая обработку эхопочты (так называемых «пакетов» или «бандлов», bundles). Для передачи почты (как netmail, так и echomail) между узлами сообщения собираются в пакеты определённого формата, которые, как правило архивируются для более эффективного использования каналов связи.
Тоссер является посредником между локальным хранилищем сообщений Фидонет (netmail чаще всего хранится в специальном формате msg (каждое сообщение в отдельном файле), echomail — в одном из форматов Hudson (общая база для всех сообщений), Jam или Squish (отдельная база для сообщений в каждой эхоконференции) и мейлером, осуществляющим передачу информации другим системам.
Работа тоссера заключается в распаковке пакетов и раскладке сообщений по базам эхоконференций, а также по каталогам для отправки на другие узлы сети, подписанные на получение эхоконференций с данного узла. Тоссер осуществляет и «сканирование» баз, которое заключается в упаковке созданных сообщений на отправку другим узлам сети. Тоссер также может выполнять функции трекера (см. ниже).
Наиболее популярными тоссерами являются Squish, HPT из пакета Husky, ParToss, JustTosser, Regina Tosser (под OS/2), FastEcho, GEcho, FMail и так далее.

### Трекер
Трекер (англ. Tracker) — программа, обеспечивающая обработку netmail’а (личной почты). В настоящее время существуют весьма интеллектуальные системы, позволяющие проводить условную обработку писем, динамический роутинг и многие другие действия, включая реализацию произвольных почтовых роботов вроде FAQ-сервера. На узле может быть не установлен трекер, потому что базовые функции обработки нетмейла заложены практически в любой мейлер, поэтому трекер обычно ставят только на крупных узлах, через которые проходят маршруты транзитной почты, для получения расширенной функциональности (динамическая маршрутизация, возможность трассировки, проверка существования получателя в нодлисте, транзитная передача файлаттачей и т. п.).
Наиболее популярные трекеры: FTrack (клон NetMgr), RNTrack (являющийся развитием FTrack), ItraX (под OS/2 использующий язык REXX, существует также версия под Win32).
Во время пика популярности Фидонета наиболее распространён был ITrack (версии под DOS, Windows и OS/2), но впоследствии его вытеснили другие трекеры. Ещё существовали пакеты MNTrack и rTrack, а также MsgTrack и OneTrack.
Базовую функциональность трекера обычно может обеспечить тоссер или мейлер, в связи с чем отдельный от тоссера трекер обычно устанавливают крупные узлы, а поинтам он не нужен. Существуют также тоссеры, в потенциале реализующие и функциональность трекера, к примеру, тоссер HPT со встроенным интерпретатором Perl.

### Файлэхопроцессор
Файлэхопроцессор — обеспечивает обработку файлов, проходящих по файлэхоконференциям (которые также кратко называют «фэхами»). Необходим только тем узлам и (или) поинтам, которые пользуются файлэхоконференциями или распространяют их.
Популярные файлэхопроцессоры: HTick из комплекта Husky, Hi-files, AllFix, DMTic, NEF/pk, QuickTic (QTic), KingFix.

### Редактор сообщений
Редактор сообщений — позволяет просматривать пришедшие сообщения и создавать новые.
Наиболее популярным из кроссплатформенных консольных редакторов является GoldED+.
Часто вместо редактора используют клиент групп новостей.

### Роботы
Роботы — необязательные дополнительные программы, служащие в основном для автоматической рассылки почты, как нетмейла, так и эхомейла. Наиболее часто использующиеся роботы — это FAQ-серверы и Стат-боты, выдающие различную статистическую информацию. Также роботы часто используются модераторами для автоматического помещения сообщений в эхоконференцию, чаще всего — правил.
Многие роботы являются настроенными специальным образом трекерами.

### Самонастраивающиеся комплекты
Самонастраивающийся комплект — облегчает процесс настройки. Во время инсталляции требуется ввести минимальные данные, такие как адрес, имя и пароль, после чего пользователь получает уже настроенный комплект из тоссера, мейлера и редактора.
Примеры комплектов: созданные отечественными разработчиками FidoIP (недоступная ссылка), и его форк Kubik; зарубежные CrossPoint и его производные для различных платформ, а также FIPS и WinPoint (GUI) для Microsoft Windows.
Некоторые современные комплекты поддерживают автоматическую отправку запроса на получение поинтового адреса в сети.

## Доступ в Фидо из Интернета
Фидонет не является частью Интернета, однако, в настоящее время каналы и протоколы Интернета довольно часто используются для передачи поверх них трафика Фидонет (с использованием binkp и аналогичных протоколов). Кроме того, большая часть эхоконференций сети Фидонет доступна пользователям Интернет через Usenet и WWW-гейты.

### WWW-гейты / фидофорумы / WebBBS
В терминологии Фидо, WebBBS (Web-based BBS) — это WWW-сайт, предоставляющий доступ к эхоконференциям Фидонет. Поскольку по функциональности такой сайт иногда мало чем отличается от интернет-форума, некоторые предпочитают переводить аббревиатуру WebBBS на русский язык словом фидофорум. Однако, фидошные WebBBS имеют определённые отличия от веб-форумов, обусловленные принятыми в Фидо обычаями общения, а также особенностями FTN-технологии.
С технической точки зрения WebBBS является гейтом между сетью WWW и Фидонетом. При этом письма, полученные по сети FTN (обычно по протоколу binkp), преобразуются в форму, доступную по протоколу HTTP, и наоборот. Вместе с тем, не существует ни технических, ни формальных различий между сайтами, гейтующими эхи в виде телеконференций Usenet (обычно под иерархией fido7.*), и чисто фидошными WebBBS. Обычный фидошный узел иногда может выбрать использование протокола NNTP в качестве промежуточного транспорта для своей WebBBS.

#### Список WebBBS
Некоторые WebBBS позволяют лишь читать эхи, тогда как другие являются двусторонними гейтами, разрешая писать в Фидо в качестве пользователя BBS. Более продвинутые системы предоставляют участнику полноценный фидошный поинтовый адрес и позволяют отправлять и принимать личные сообщения (нетмейл).
Присутствие на WebBBS той или иной эхоконференции не всегда означает её регулярное обновление. Некоторые сисопы, отключившись от эхи, просто сохраняют в таком виде архив писем на память.
| Сайт (URL)                              | Fido-адрес гейта | Чтение | Написание | Выдача поинт-адреса | Примечания |
| --------------------------------------- | ---------------- | ------ | --------- | ------------------- | --- |
| http://groups.google.ru/                | 2:5020/400       | Да     | Да        | Нет                 | Интерфейс Google Groups может использоваться для доступа к Usenet, а значит, в том числе и к гейтованной эхопочте.               |
| http://ftn.su/                          | 2:5020/1519      | Да     | Да        | Да                  | Интерфейс wfido. При регистрации выдаёт поинтовый адрес (без регистрации позволяет только читать Фидонет).                       |
| http://fido.net.ua/                     | 2:463/68.10      | Да     | Нет       | Нет                 | Zone 2 - Region 46 (Ukraine & Moldova) Имитирует GoldEd. Ограниченная ширина текста и длина заголовка письма.                    |
| http://xftn.org/areas                   | ?                | Да     | Нет       | Нет                 | Большое количество эхоконференций и библиотека документов FTSC. Удобный и не перегруженный интерфейс. Актуально на декабрь 2018. |
| http://fghi.pp.ru/                      | 2:5019/40        | Да     | Нет       | Нет                 | FGHI URL гейт. Есть поддержка rss А также страничка неофициального мода к GoldED+, в основном добавляющего поддержку FGHIUrl     |
| http://fido.mic6090.pp.ru               | 2:6090/0         | Да     | Нет       | Нет                 | |
| http://fidonode.in/forum                | 2:5020/848       | Да     | Да        | Нет                 | Интерфейс vBulletin, SQL-база |
| http://vp.propush.ru/index.php?q=node/6 | 2:5020/2140      | Да     | Нет       | Нет                 | |
| http://fidonet-online.org/              | 2:466/466        | Да     | Да        | Да                  | Интерфейс wfido. |
| https://fido.snake.mk.ua/               | 2:466/4          | Да     | Да        | Да                  | Интерфейс FTNW-beta. |
| http://wfido.ru/                        | 2:5023/24        | Да     | Да        | Да                  | |

### Fido7
Fido7 — иерархия групп новостей, созданная как шлюз для гейтования эхоконференций сети Фидонет в Интернет. Обмен письмами между сетями производит провайдерская компания «Демос», которой принадлежит один из крупных московских узлов Фидонета (2:5020/400).
- news://news.fido7.org (aka ddt.demos.su) — главный ньюссервер. Его основная роль — снабжать другие сервера; индивидуальные читатели не приветствуются и доступ им может быть закрыт.
- news://news2.fido7.org (aka news2.neva.ru) — публичный сервер доступа в Руснете.
- fido7.org — официальный сайт.

Иерархия Fido7 раздаётся бесплатно и без ограничений (однако многие группы этой иерархии модерируются). Доступна на многих серверах новостей.

## Общение в сети Фидонет
Общение пользователей сети Фидонет происходит двумя способами:
- с помощью личной переписки или нетмейла (Netmail);
- в эхоконференциях или эхах.

Отличие нетмейла от эх состоит в том, что по нетмейлу сообщение доставляется только тому, кому оно адресовано, а письмо, посланное в эху, получают все подписчики этой эхи.
Аналогом нетмейла в Интернете является электронная почта. Основные отличия нетмейла от неё таковы:
- более дешёвое прохождение писем;
- обязательное наличие в заголовке письма, кроме адресов, также и имён отправителя и получателя.[47]

### Эхоконференции
Эхоконфере́нция — разновидность телеконференции, использующая для распространения технологии Фидонет. Наиболее близким аналогом эхоконференции являются группы новостей (например, сеть Usenet).
Для отправки сообщения в эхоконференцию человек должен на неё «подписаться», после чего автоматически начинает получать все пришедшие туда сообщения.

### Передача файлов
Файлэхоконференции похожи на эхоконференции, но вместо текстовых сообщений там распространяются файлы. К каждому файлу в этом случае передаётся сопроводительный файл с расширением tic, в котором пишется служебная информация (название файлэхоконференции, имя файла, размер, контрольная сумма, список узлов, через которые прошёл файл и т. п.).
Файлэхи тоже имеют свои уникальные имена, но из-за того, что фэх значительно меньше, нежели эх, то и имена их состоят, как правило, из одного слова.
Фэхи чаще всего узко ориентированы; кроме того, во избежание спама, посылать файлы в фэхи, как правило, может далеко не каждый подписчик. И оттого существуют ещё три способа передачи файлов в Фидонете по предварительному заказу: ююк, аттач и директ.
- Ююк — это закодированный в UUE (откуда и название) файл, помещаемый в тело нетмейла или эхомейла (в Интернете для этого используется кодирование MIME, а файл считается присоединённым, и называется аттачем). Ююк — самый распространённый способ передачи файлов, однако при этом закодированный файл на треть превосходит по размеру оригинал, а многие (устаревшие или специально настроенные) тоссеры и некоторые трекеры не пропускают через себя эхомейл (и нетмейл) больше определённого размера. В этом случае создают многосекционный ююк, что тоже создаёт неудобства.
- Аттач (англ. attach — присоединить) — передача файла с письмом. При этом создаётся письмо, которое является «письмом сопровождения», а к нему присоединяется файл. Способ более удобный и быстрый, чем при ююке (файл не кодируется), но из-за невозможности контролировать размер аттача (присоединённого файла) многие ноды не пропускают через себя аттачи. Именно по этой причине аттач нашёл меньшее распространение в Фидонет. Кроме того, в отличие от ююка, аттач невозможно передать эхомейлом, он передаётся исключительно нетмейлом.
- Директ (англ. direct — прямой, напрямую) — получение файлов непосредственно с ноды, этот способ чем-то сродни прямой передаче в ICQ или пиринговых сетях. Для этого способа нужна предварительная договорённость желающего взять файл и отдающего файл. Брать файлы можно не только со своей ноды, а с любой ноды и даже поинта. После договорённости нода или поинт, отдающие файл, как говорят, «выкладывают его на холд», и после того, как пользователь прозвонился (либо ему позвонили — в зависимости от договорённости), файлы начинают идти к нему. Другой человек не может забрать его файлы. Этот способ, без сомнения, удобнее других в плане передачи, так как не накладывает никаких ограничений на передаваемые файлы, но требует предварительного согласования.

Есть ещё один способ получения информации в Фидонет — общение с фак-серверами (FAQ-server) и файл-серверами (File servers).
Фак-сервер — пользовательский тематический сервер, создающий нетмейл-ответ с текстом (топиком), соответствующим нетмейл-запросу. Для содержания фак-сервера нужна отдельная программа, чаще всего используется Messmate. Общение с фак-серверами происходит только нетмейлом, в теле или в теме письма пишется название (названия) топика (топиков), а вместо имени владельца ноды или поинта — имя фак-сервера. После получения нетмейла, программа анализирует нетмейл, и если находит запрос на сервер — формирует ответы адресанту, тоже, естественно, нетмейлом.
Файл-сервер — нода или поинт, с которых можно скачать файлы. Строго говоря, скачать файлы можно с любой ноды или работающего поинта, создав файловый нетмейл-запрос, либо же, создав запрос средствами мейлера, но далеко не все ноды выставляют напоказ свои файлы. Поэтому, первое, что надо попытаться скачать с ноды — файллист, часто он называется files.bbs, либо же имеет короткий «псевдоним» (или, как говорят, алиас) files, по которому к вам придёт всё тот же files.bbs. Если файллиста нет, значит нода не обслуживает файловые запросы, а если файл пришёл, то можно ознакомиться со списком предлагаемых файлов и в случае, если вам что-нибудь нужно — снова создать запрос, на этот раз с именем (или алиасом) интересуемого файла, после чего прозвониться и получить файл. Так как для получения файла создаётся файловый запрос (File Request, FReq), то говорят, что люди файлы фрекают, а ноды, с которых можно брать файлы, называют «фрекальни».

## Субкультура Фидонета в России
За годы существования Фидонета в России в рамках сети сложилась определённая субкультура. Это проявляется:
- в неформальном отношении участников сети друг к другу (в сети негласным правилом принято обращение на «ты» вне зависимости от возраста и положения в обществе);
- в существовании фидошного фольклора (различные «фидошные байки», песни, юмор и анекдоты);
- в регулярном проведении неформальных встреч между участниками сети (т. н. «поинтовок», «сисопок», «локалок»).

### Расшифровки аббревиатур
Нередко название сети пишут не Фидонет, но ФИДО (именно прописными буквами, в английском написании встречается FIDOnet, FIDO). Участники сети придумали несколько «расшифровок аббревиатуры» ФИДО, самая популярная — «Федерация Исключительно Дружеского Общения».

### Встречи офлайн
Встречи участников сети называются «сисопками», «поинтовками», «локалками» или «фидопойками». Названия «поинтовка» и «локалка» чаще означают встречу поинтов одного и того же узла. Существуют и встречи подписчиков одной и той же эхоконференции, тогда название чаще всего образуется путём склеивания названия эхи (или эхотага) и окончания -овка, например, если эха называется spb.cars, то встреча будет называться «карзовка», если spb.school — «скулёвка» и т. д. Также проводятся общие встречи фидошников какого-либо региона или нескольких регионов. 20 декабря 1997 года в Москве прошел митинг против введения повременной оплаты в телефонной сети МГТС, в котором приняли участие несколько тысяч фидошников.

## Влияние на культуру
В фидонете зародилась современная культура Рунета, в том числе первые сетевые мемы и тролли. Это было связано не только с тем, что в Фидо была больше численность пользователей. В любительской сети с её чёткой структурой была сформирована этика общения в сети, при этом была возможность сохранять практически полную анонимность.
Новое средство коммуникации — мемы — появилось в процессе общения фидошников в эхоконференциях, первыми мемами Рунета были мемы из Фидонета. Самый известный среди «фидо-мемов» (мемов Фидонета) — «Букву Н настрой!», второй по известности — «шушпанчик».
В Фидо появились первые сетевые тролли — «кащениты», активные участники эхоконференции SU.KASCHENKO.LOCAL, позднее переместившиеся в интернет. Породившие множество мемов сайты «Двач» (2ch.ru) и «Удафф.ком» (udaff.com, «Удав») были созданы выходцами из фидонета.
В дальнейшем субкультура фидо породила нарочито коверканый «язык падонков» (позднее названный носителями «падонковской» субкультуры «олбанским») с его мемами «пацталом», «КГ/АМ», «аццкий сотона» и другими.

Это был своеобразный ответ интеллигенции Рунета на снижение общей культуры общения: ведь для того, чтобы писать на языке падонков, нужно отлично знать правила русского языка и обладать высокой степенью грамотности (кто их не знает, соответственно, писать нарочито неправильно не сможет)»
— Колесова, 2020; цит. по: Шакиров, 2020
В мультсериале Колобанга, Фидонет существует как древний мир в стилистике древнего Египта. В данном мире живёт главный антагонист сериала.

### Доступ к конференциям Фидонет
- Список WebBBS Fidonet от 01.09.2013

### Фильмы
- «BBS: The Documentary[англ.]»
- Jason Scott. Why the BBS Documentary is Creative Commons (англ.) (июнь 2005). Дата обращения: 3 июня 2008. Архивировано из оригинала 5 июня 2005 года.
- Колобанга. Привет интернет!